# Francesco Donà
Pour les articles homonymes, voir Donato.
Francesco Donà (parfois italianisé sous le nom de Donato), né en 1468 à Venise et mort dans cette même ville le 23 mai 1553, est le 79e doge de Venise, de 1545 à 1553.

## Biographie
Francesco Donàest le fils de  Giovanni et d'Isabetta Morosini. Habile diplomate et juriste, Donà se distingue, dès sa jeunesse, pour ses qualités au cours de ses études de lettres classiques. N'étant pas intéressé par la vie militaire, il ne semble pas avoir assumé de charges importantes dans ces fonctions, préférant la voie administrative.
Il épouse une noble dame de la famille Da Mula dont il a trois enfants.
Il est très croyant, surtout en raison de sa santé précaire, ce qui augmente avec l'âge. Il est aussi connu pour sa grande éloquence.

### Le dogat
Donà est élu le  24 novembre 1545 alors qu'il est âgé. Il gouverne sans autoritarisme se fiant beaucoup à ses conseillers et au Grand Conseil (Maggior Consiglio).
Au cours de ces années, le  concile de Trente débute, suivi de la contre-Réforme qui n'est pas bien vue par les dirigeants vénitiens, tolérants avec les minorités « infidèles » qui font du commerce sur le territoire vénitien. Donà fait respecter la neutralité de la République, malgré l'opposition de Charles Quint et de Henri II. Pour la première fois et par manque de volontaires pour les galères, Venise utilise des équipages de forçats qui seront exclusivement destinés à la lutte contre les pirates de l'Adriatique.
En 1547, Venise instaure le tribunal de l'inquisition mais aux compétences limitées et sous le contrôle du gouvernement qui craint une ingérence sur la vie politique vénitienne. Le doge, bien que croyant et dévot, veille à l'autonomie de sa ville.
Au cours de ces années, de grands travaux d'embellissement de ville sont entrepris grâce aux travaux de l'architecte Jacopo Sansovino. Il fait construire l'hôtel des Monnaies et la bibliothèque, et enrichit le palais des Doges des œuvres des meilleurs maîtres dont Véronèse. La ville, en paix, est toujours plus riche, même si elle subit les premiers contrecoups dus à la découverte de l'Amérique
En 1550, malade, il cherche plusieurs fois à abdiquer, mais n'y est pas autorisé. Le doge Donà meurt le 23 mai 1553. Il est d'abord inhumé dans l'église Santa Maria dei Servi puis il est transféré au début du XIXe siècle dans la chapelle de la Villa Tron Donà delle Rose à Mareno di Piave. Il est l'unique doge enterré à l'extérieur de Venise.

## Sources
- (it) Cet article est partiellement ou en totalité issu de l’article de Wikipédia en italien intitulé « Francesco Donato » (voir la liste des auteurs).

- (de) Cet article est partiellement ou en totalité issu de l’article de Wikipédia en allemand intitulé « Francesco Donà » (voir la liste des auteurs).